# Didemnum diffundum
Didemnum diffundum är en sjöpungsart som beskrevs av Monniot 1995. Didemnum diffundum ingår i släktet Didemnum och familjen Didemnidae. Inga underarter finns listade i Catalogue of Life.